# Zenaida Moya
Zenaida Victoria Moya Flowers es una política beliceña.

## Biografía
Fue alcaldesa de la Ciudad de Belice, electa en marzo de 2006 y reelecta en el 2009. En el 2012 fue sucedida por Darrell Bradley. Es miembro del UDP (Partido Democrático Unido o United Democratic Party). Es la primera mujer que llega a ocupar la Alcaldía de la Ciudad de Belice.